# 시모스가야역
시모스가야역(일본어: 下菅谷駅)은 일본 이바라키현 나카시에 위치한 동일본 여객철도 스이군선의 철도역이다. 상대식 승강장 2면 2선의 구조를 갖춘 지상역이다.

## 타는 곳
| (역사 측) | ■ 스이군선 | 하행 | 히타치오타 · 히타치오미야 · 고리야마 방면 |
| (반대 측) | ■ 스이군선 | 상행 | 미토 방면                                 |

## 이용 현황
| 승차 인원 추이 | 승차 인원 추이 |
| 연도           | 1일 평균       |
| -------------- | -------------- |
| 2001           | 265            |
| 2002           | 230            |
| 2003           | 207            |
| 2004           | 199            |
| 2005           | 194            |
| 2006           | 189            |
| 2007           | 178            |
| 2008           | 172            |

## 역 주변
- 국도 제349호선
- 가시마 신사

## 인접 역
| 스이군선         | 스이군선   | 스이군선                 |
| ---------------- | ---------- | ------------------------ |
| 고다이 미토 방면 | ■ 스이군선 | 나카스가야 고리야마 방면 |